# Empis verralli
Empis verralli är en tvåvingeart som beskrevs av Collin 1927. Empis verralli ingår i släktet Empis och familjen dansflugor. Inga underarter finns listade i Catalogue of Life.